# Acapetahua
La città di Acapetahua è a capo dell'omonimo comune di Acapetahua, nello stato del Chiapas, Messico.  Conta 5 375 abitanti secondo le stime del censimento del 2005 e le sue coordinate sono 15°16′N 92°41′W.
La città di origine Azteca di Acapetahua fu fondata approssimativamente tra il 1486 e il 1502 e nel 1611 in seguito a un primo censimento, risultò essere abitata da appena 60 abitanti.

Nel 1821 fu incorporata nel nuovo stato del Guatemala, ma solo 21 anni più tardi fu annessa allo stato del Chiapas e divenne di conseguenza messicana.

Dal 1983, in seguito alla divisione del Sistema de Planeación, è ubicata nella regione economica VIII: Soconusco.